# Amos (prerok)
Amos (hebrejsko עָמוֹס, Amōs) je biblijski prerok.
Amos (iz āmāsāh, Jahve je nosil), je bil judovski pastir drobnice iz Tekoe, videc in Jahvejev prerok. V letih 760-750 pr.n.š. je imel pet videnj: o kobilicah, ognju, železni palici, košari s smokvami in o Jahveju ob oltarju. Prerokoval je Jahvejev sodni dan, kazensko sodbo, ko naj bi bila upostošena dežela in naj bi bili izgnani njeni prebivalci, nakazoval pa je že tudi upanje v rešitev. Med knjigami dvanajstih malih prerokov v Stari zavezi je knjiga Amos na tretjem mestu. 